# Kabukicsó
Kabukicsó (japánul: (歌舞伎町), Japán fővárosában, Tokióban, azon belül is Sindzsuku kerületben található szórakozó, illetve piros lámpás negyed. Kabukicsó számtalan hoszt és hosztesz klub, love hotelek, üzletláncok, éttermek és éjszakai klubok székhelye. Gyakran nevezik úgy, hogy „A város amely nem alszik“ (japánul: (眠らない街). A terület a nevét a késő 1940-es években tervezett kabuki színházról kapta és bár a színház nem épült meg, a név megmaradt.
Számos mozi és színház található itt, valamint a Sindzsuku pályaudvar, a Szeibu Sindzsuku vonal és még több fő állomás és megálló van a közelben.

## Történelme
Eredetileg a terület mocsár volt és Cunohazunak (japánul:(角筈) hívták. A Meidzsi-kor után védett területté nyilvánították a kacsák miatt. 1893-ban megépült a Jodobasi vízművek és az apróbb tavak eltűntek. 1920-ban lányiskolát építettek és a környezetet is lakóövezetté alakították. A második világháború alatt Tokió bombázása során a területet a földdel tették egyenlővé. A háború után tervezték megépíteni a kabuki színházat és ekkor változott Kabukicsóra a neve. Bár a színház végül anyagi okokból nem épült meg, a név megmaradt. Elsősorban a külföldi, főként kínai befektetőknek köszönhetően a terület hamar talpraállt, a felvásárolt földek által. Jó példa erre a Humax.

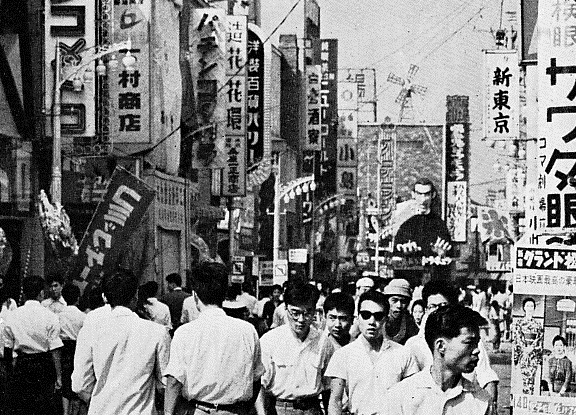
1960-as évek

### Kabuki
A kabuki, hagyományos japán színház, melyben tánccal és speciális effektekkel teszik még lendületesebbé az előadást. Akárcsak a régi nyugati színházakban, itt is csak férfiak szerepelhettek, még a női szerepeket is ők játszották.

## Jelenkor
Jelenleg Kabukicsó levetette lakóövezet jellegét és ma már több ezer bár, éjszakai klub, masszázs, love hotel, hosztesz klub helyszíne. Noha rögtön a piros lámpás negyedre asszociálunk, az ablakokban azonban nincsenek piros fények, ahogy azt Amszterdamban megtaláljuk. Manapság a kínai és koreai turisták száma a legmagasabb és napközben is rengeteg ember megfordul itt.

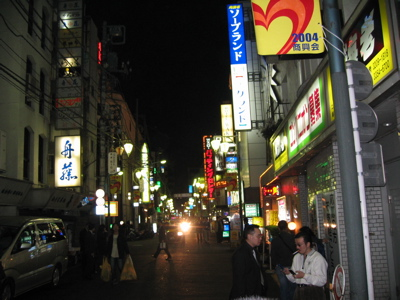
Jakuzák Sindzsuku utcáin.

## Bűnözés
2004-ben a Metropolitan Tokyo szóvivője elmondta, hogy több mint ezer jakuza tartózkodik Kabukicsóban és 120 különböző vállalat van az irányításuk alatt. Belépve az új millenniumba, a szabályok szigorítására került sor és gyakoribbá vált a járőrözés is. Ezekkel és az új kamerarendszerek felállításával  sikerült visszaszorítani a bűnözést. 2004-ben a rendőrség egy hadművelet során lecsapott és bezáratott számos illegális klubot. Emiatt sokan kiszálltak a bűnözésből. A „bad hand” társaság is hátráltatja Kabukicsó jakuzák általi irányítását. A mozgalom a „Kabukicsó reneszánsz" néven vált ismertté.

## Éjszakai élet
Kabukicsó, szórakoztató negyed, elsősorban a kalandvágyó fiataloknak. Rengeteg a bár, étterem, mozi és játékközpont, valamint élénk a feketepiac.

### Prostitúció[4]
A prostitúció illegális Japánban. Nem találkozhatunk vele az utcán sétálva. Különböző helyeken mégis előfordulhatnak, mint Sinbasi, Kabukicsó, Uguiszudani, szexuális szolgáltatásokat vásárolhatunk. Főképp Love hotelek közelében futhatunk össze ilyen szolgáltatást kínáló japán hölgyekkel. Emellett házhoz is rendelhetjük őket, akár „bűnös feleség”, vagy „iskoláslány” szerepében. Általában pikáns plakátokon is reklámozzák magukat, telefonfülkéken, hirdetőtáblákon. Léteznek még úgynevezett „image klubok”, ahol igyekeznek minden fantáziánkat kielégíteni. A férfiak igénybe vehetnek olyan szolgáltatást is, amely egy telefonbeszélgetéssel kezdődik, és ha az ügyfél elégedett, akkor dönthet úgy hogy valódi aktust is vásárol. Ezeket a szolgáltatásokat elsősorban azoknak ajánlják, akik valami különlegeset szeretnének és kellő anyagiakkal rendelkeznek, ugyanis egy ilyen kaland komoly kiadásokkal jár.
A külföldi férfiak számára a különböző szexuális szolgáltatások általában egy kérdéssel kezdődnek, ami úgy hangzik, hogy: „Masszadzsii?”, vagyis „Masszázst”?. Esetenként még az illető kezét is megragadják, további fizikális kontaktus létesítése reményében. Természetesen valódi masszázsra is sor kerülhet, ám ezeket inkább valódi szalonokban érdemes keresni.

## Közlekedés
Közel a Sindzsuku pályaudvarhoz, Kabukicsó viszonylag könnyen megközelíthető. Az állomást elhagyva mindössze öt perc sétára van szükség a városrész eléréséhez. Hasonló távolságra van a Fukutosin, Marunócsi és a Szeibu Sindzsuku megállóktól is. A Jaszukuni Dori sugárút elérését követően megláthatjuk az óriási Don Quixote  bolt feliratát, ami egyben Kabukicsó fő utcáját is jelzi.

## Látnivalók

### Godzilla
Elhagyva a Don Quixote üzletláncot, az út egyenesen egy óriási szórakoztató komplexumhoz vezet, mely fölött a Hotel Gracery Shinjuku található. Ha felnézünk, az épület tetején megpillanthatjuk Godzilla fejét. Ha pedig felmerészkedünk a tetőre, ami szintén része a hotelnek, teljes közelségből is láthatjuk.

### Thermae-Yu
A Thermae-Yu Kabukicsó egyik legkedveltebb és leglátogatottabb helye. A hat emeletes fürdőkomplexum, mind a helyiek, mind az ide látogatók elismerését élvezi. A nyitvatartási idő 22 óra egy nap és ami lényegesebb, hogy egész éjszaka várja a pihenni vágyókat. A medencék, a relaxációs szobák és szaunák mind első osztályúak. Tiszta, biztonságos és még az étel is finom.

### Robot étterem
A világ egyik legsajátosabb étterme valószínűleg itt, Kabukicsóban található. A robot étterem 2012-ben kezdte meg működését és azóta töretlen a sikere. Ahogy a neve is mutatja az étteremben a hangsúly a robotokon van, de emellett táncosok, valamint kabaré is szórakoztatja a vendégeket. A fények, lézerek és hangos zene tökéletesen illeszkedik Kabukicsó atmoszférájához.

## Galéria

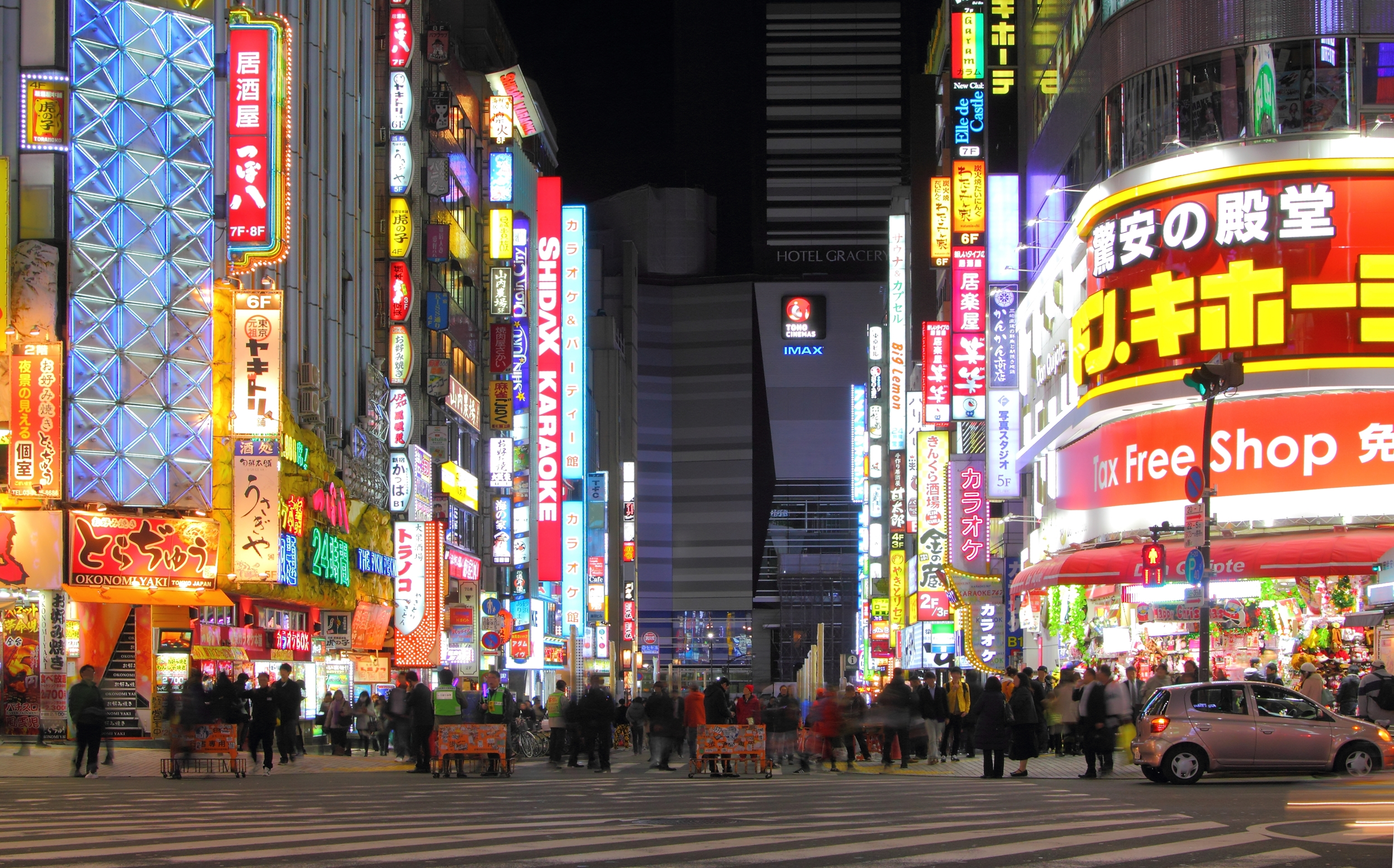
Kabukicsó
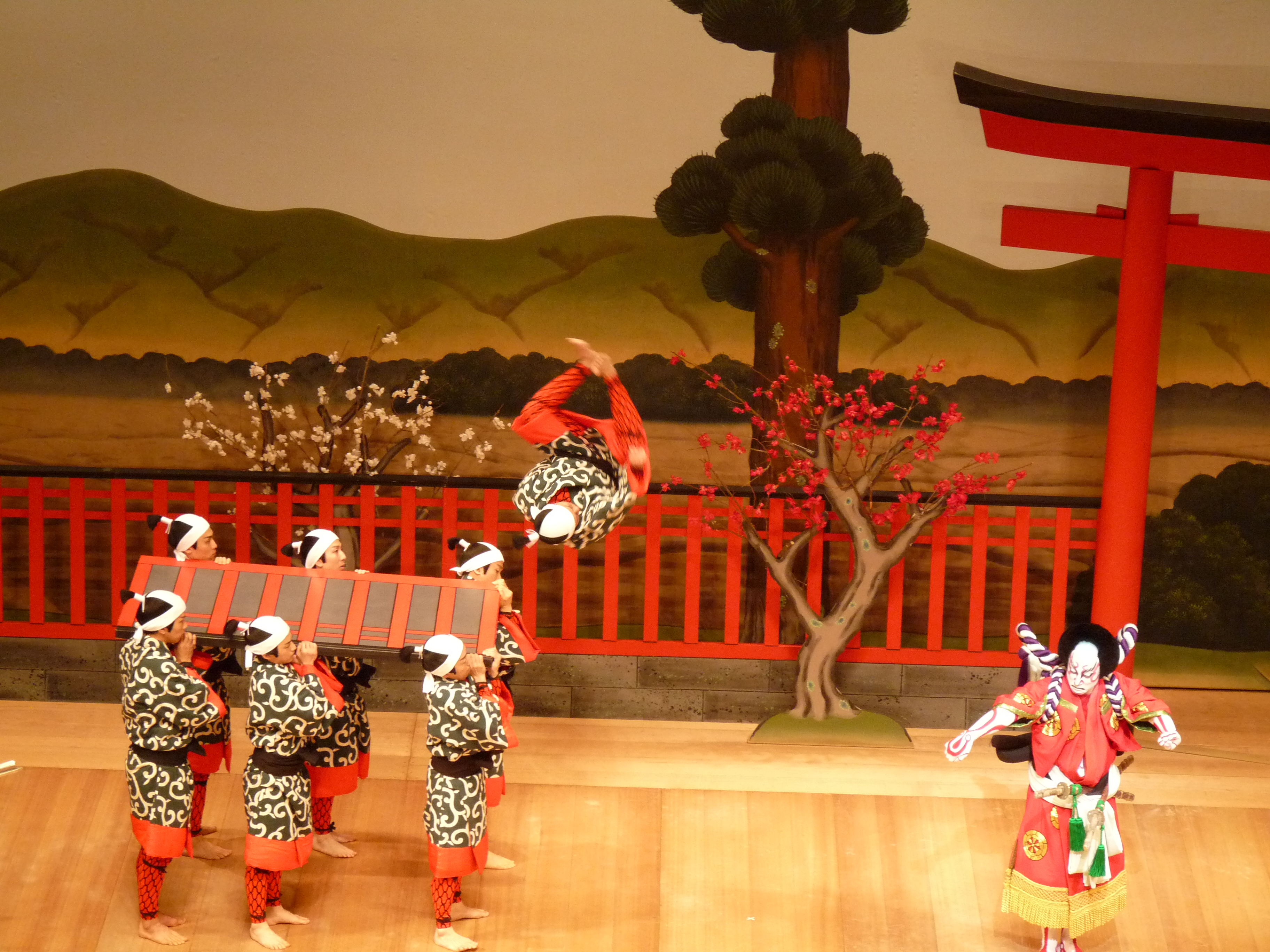
Kabukielőadás
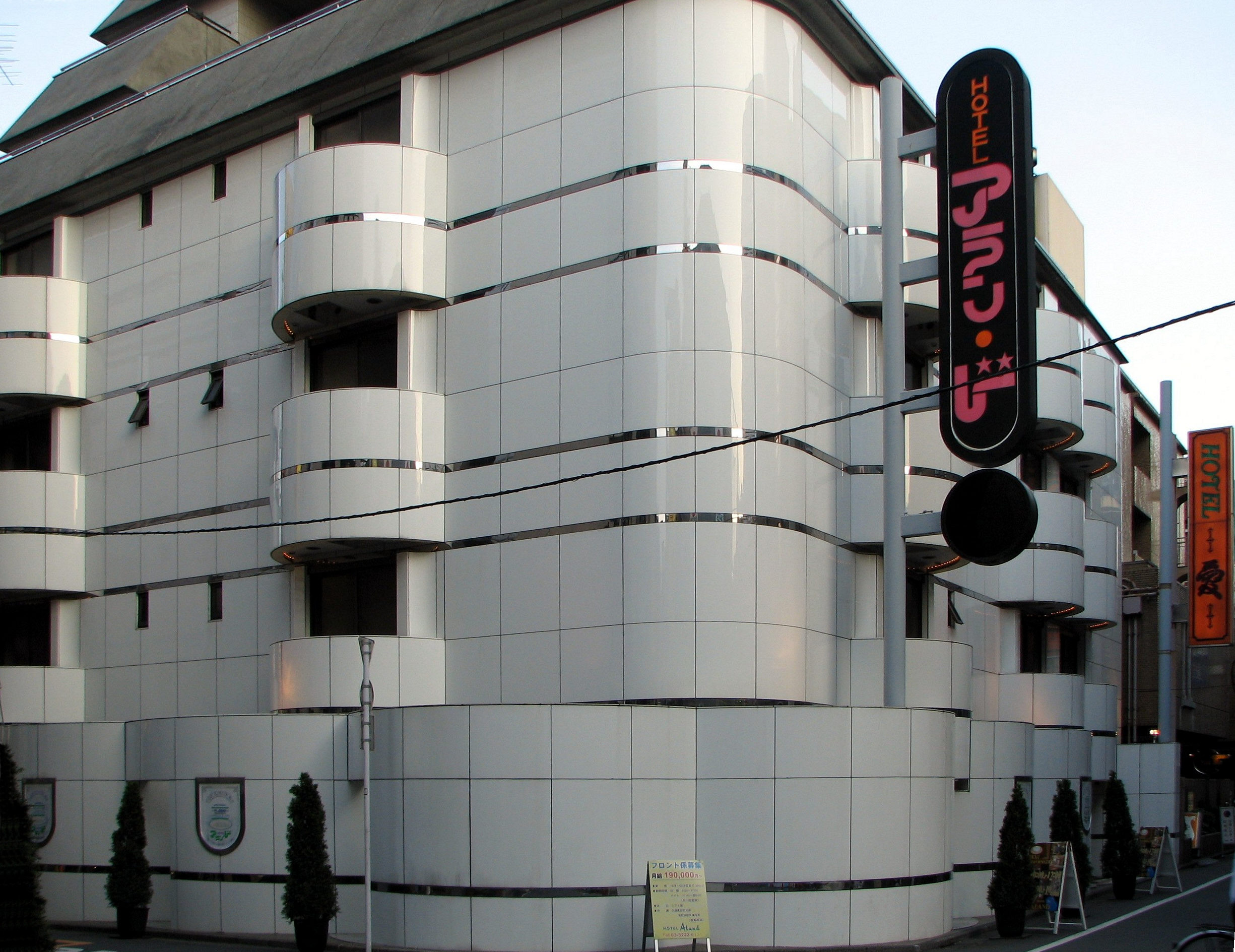
Love hotel.
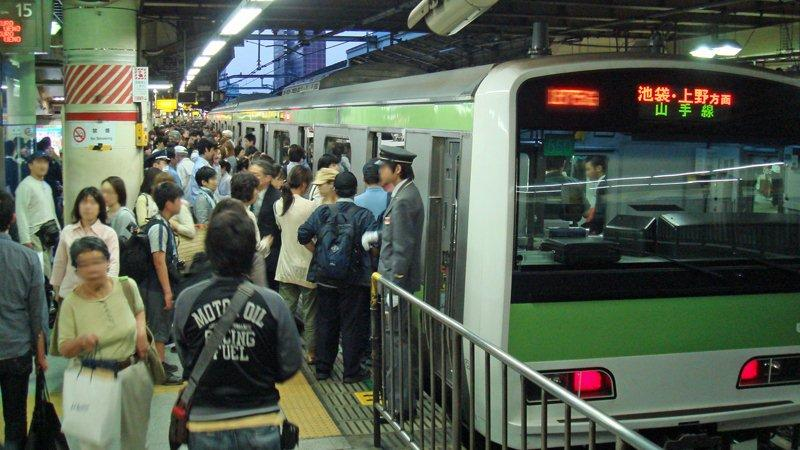
Sindzsuku vasútállomás

## Fordítás
- Ez a szócikk részben vagy egészben  a   Kabukicho című angol Wikipédia-szócikk fordításán alapul.  Az eredeti cikk szerkesztőit annak laptörténete sorolja fel. Ez a jelzés csupán a megfogalmazás eredetét és a szerzői jogokat jelzi, nem szolgál a cikkben szereplő információk forrásmegjelöléseként.